# Picumnus fuscus
Picumnus fuscus е вид птица от семейство Picidae.

## Разпространение
Видът е разпространен в Боливия и Бразилия.